# Eugalta lucida
Eugalta lucida là một loài tò vò trong họ Ichneumonidae.